# 농림토양학
농림토양학(農林土壤學)은 농업이나 임업에 토지를 이용할 목적으로 토양과 생명체와의 관계를 연구하는 학문이다.

## 같이 보기
- 지속농업